# Championnats du monde de ski alpin 1931
Navigation
Cortina d'Ampezzo 1932
Les championnats du monde de ski alpin 1931, première édition des championnats du monde de ski alpin , ont lieu du 19 au 23 février 1931 dans la station de Mürren en Suisse. Ils ont été organisés par le Kandahar Ski Club, fondé par Arnold Lunn.
Chez les hommes, les Suisses réalisent le triplé dans la descente : Walter Prager l'emporte devant ses compatriotes Otto Furrer et Fritz Steuri. En slalom, c'est un autre Suisse qui s'impose : David Zogg devance l'Autrichien Anton Seelos et l'Allemand Friedl Däuber.
Chez les femmes, la Britannique Esmé McKinnon réalise le doublé descente-slalom. Deux autres Britanniques remportent une médaille : Nell Carroll gagne la médaille d'argent en descente et Jeanette Kessler gagne la médaille de bronze en slalom. Les deux autres médailles sont remportées par les Autrichiennes Inge Wersin-Lantschner (argent en slalom) et Irma Schmiedegg (bronze en descente).
Le classement du combiné n'a pas été homologué, car les descentes ont été raccourcies à cause d'une tempête de neige.
La Suisse et le Royaume-Uni occupent la première place au classement par nation avec quatre médailles : deux en or, une en argent et une en bronze.

## Désignation
Au 11e congrès de la fédération internationale de ski (F.I.S.) organisé à Oslo du 24 au 26 février 1930 sous la présidence d'Ivar Holmquist et la participation de seize nations, il est étudié la question de l'introduction du ski alpin dans les règlements de courses. Il est convenu qu'une commission d'étude présidée par Karl Danegger est mise en place comprenant les participations de Walter Amstutz (Suisse), Aldo Bonacossa (Italie), Arnold Lunn (Grande-Bretagne), le colonel Bobkowski (Pologne) et Olaf Helset.
En se basant sur les règlements de compétition existantes écrites par le « Ski-Club of Great Britain » (appelé également le « Kandahar Ski Club ») et le « Ski Club Académique Suisse », une proposition est rédigée pour mettre en commun un projet d'écriture d'un règlement de compétition au sein de la FIS. A la séance de clôture de ce congrès, Danegger donne ses recommandations pour la réglementation des épreuves de descente et de slalom dont les conditions topographiques particulières de ces dernières et explique les motivations de ce résultat de la commission. Il développe une argumentation autour de la spécificité de la pratique du ski alpin venu des Alpes qui diffère de la pratique du ski de fond originaire de Scandinavie. Les trois nations scandinaves (Norvège, Suède et Finlande) présentes à ce congrès et qui s'étaient jusqu’alors opposées à toute inclusion des compétitions de ski alpin déclarent adhérer aux conclusions de cette commission. Ce travail et cette conclusion permettent de lancer la première pierre du développement du ski alpin de compétition.
La volonté d'organiser une compétition internationale en 1931 se fait alors entendre, le « Ski-Club of Great Britain » d'Arnold Lunn propose alors le site de Mürren en Suisse qui est accepté à l'unanimité. Cette première édition nommée « 1st FIS races » est reconnue plus tard comme étant les premiers Championnats du monde de ski alpin.

## Calendrier des compétitions

### Épreuves officielles
Le tableau ci-dessous montre le calendrier des quatre épreuves de ski alpin.
| c | Course |

| Épreuves officielles et homologuées | Épreuves officielles et homologuées | Épreuves officielles et homologuées | Journées de compétition | Journées de compétition | Journées de compétition | Journées de compétition | Journées de compétition |
| ----------------------------------- | ----------------------------------- | ----------------------------------- | ----------------------- | ----------------------- | ----------------------- | ----------------------- | ----------------------- |
| Épreuves officielles et homologuées | Épreuves officielles et homologuées | Épreuves officielles et homologuées | J                       | V                       | S                       | D                       | L                       |
| Épreuves officielles et homologuées | Épreuves officielles et homologuées | Épreuves officielles et homologuées | 19                      | 20                      | 21                      | 22                      | 23                      |
| Épreuves officielles et homologuées | Épreuves officielles et homologuées | Épreuves officielles et homologuées |                         |                         |                         |                         |                         |
| Hommes                              |                                     |                                     |                         |                         |                         |                         |                         |
| Descente                            | Descente                            |                                     | c                       |                         |                         |                         |                         |
| Slalom                              | Slalom                              |                                     |                         |                         |                         | c                       |                         |
|                                     |                                     |                                     |                         |                         |                         |                         |                         |
| Femmes                              |                                     |                                     |                         |                         |                         |                         |                         |
| Descente                            | Descente                            |                                     | c                       |                         |                         |                         |                         |
| Slalom                              | Slalom                              | c                                   |                         |                         |                         |                         |                         |

### Épreuves non-officielles
Au cours de cette édition, d'autres épreuves se sont déroulées mais n'ont pas été officiellement homologuées. En raison de chutes de neige exceptionnelles, des épreuves officielles ont dû être modifiées et raccourcis, il a donc été jugés incorrects d'homologués officiellement les résultats du combiné, combinant le résultat du slalom et de la descente, et ne sont pas pris en compte dans les palmarès des participants. Les épreuves de « longues descentes » bien qu'organisées n'ont pas été reconnues plus tard comme étant officielles par la fédération internationale de ski.
| Épreuves non-officielles | Épreuves non-officielles | Épreuves non-officielles | Journées de compétition | Journées de compétition | Journées de compétition | Journées de compétition | Journées de compétition |
| ------------------------ | ------------------------ | ------------------------ | ----------------------- | ----------------------- | ----------------------- | ----------------------- | ----------------------- |
| Épreuves non-officielles | Épreuves non-officielles | Épreuves non-officielles | J                       | V                       | S                       | D                       | L                       |
| Épreuves non-officielles | Épreuves non-officielles | Épreuves non-officielles | 19                      | 20                      | 21                      | 22                      | 23                      |
| Épreuves non-officielles | Épreuves non-officielles | Épreuves non-officielles |                         |                         |                         |                         |                         |
| Hommes                   |                          |                          |                         |                         |                         |                         |                         |
| Combiné                  | Combiné                  |                          |                         |                         |                         | c                       |                         |
| Longue descente          | Longue descente          |                          |                         | c                       |                         |                         |                         |
|                          |                          |                          |                         |                         |                         |                         |                         |
| Femmes                   |                          |                          |                         |                         |                         |                         |                         |
| Combiné                  | Combiné                  |                          | c                       |                         |                         |                         |                         |
| Longue descente          | Longue descente          |                          |                         | c                       |                         |                         |                         |

## Délégations
Un total de 7 nations est engagé auprès de la FIS dans les 4 épreuves.
- Allemagne
- Australie
- Autriche
- Royaume-Uni
- Italie
- Norvège
- Suisse

## Résultats

### Hommes
| Épreuves | Or                   | Argent                | Bronze                  |
| -------- | -------------------- | --------------------- | ----------------------- |
| Descente | Walter Prager Suisse | Otto Furrer Suisse    | Fritz Steuri Suisse     |
| Slalom   | David Zogg Suisse    | Anton Seelos Autriche | Friedl Däuber Allemagne |

### Femmes
| Épreuves | Or                        | Argent                          | Bronze                       |
| -------- | ------------------------- | ------------------------------- | ---------------------------- |
| Descente | Esmé McKinnon Royaume-Uni | Nell Carroll Royaume-Uni        | Irma Schmidegg Autriche      |
| Slalom   | Esmé McKinnon Royaume-Uni | Inge Wersin-Lantschner Autriche | Jeanette Kessler Royaume-Uni |

## Tableau des médailles
| Rang | Nation      | Or | Argent | Bronze | Total |
| ---- | ----------- | -- | ------ | ------ | ----- |
| 1    | Royaume-Uni | 2  | 1      | 1      | 4     |
| -    | Suisse      | 2  | 1      | 1      | 4     |
| 3    | Autriche    | 0  | 2      | 1      | 3     |
| 4    | Allemagne   | 0  | 0      | 1      | 1     |

### Athlètes multimédaillés
| Rang | Nation        | Or | Argent | Bronze | Total |
| ---- | ------------- | -- | ------ | ------ | ----- |
| 1    | Esmé McKinnon | 2  | -      | -      | 2     |

## Résultats des Épreuves non-officielles

### Hommes
| Épreuves                 | Or                         | Argent                       | Bronze                     |
| ------------------------ | -------------------------- | ---------------------------- | -------------------------- |
| Descente Longue distance | Gustav Lantschner Autriche | Chris Mackintosh Royaume-Uni | Harald Paumgarten Autriche |
| Combiné                  | Walter Prager Suisse       | David Zogg Suisse            | Friedl Däuber Allemagne    |

### Femmes
| Épreuves                 | Or                        | Argent                          | Bronze                          |
| ------------------------ | ------------------------- | ------------------------------- | ------------------------------- |
| Descente Longue distance | Esmé McKinnon Royaume-Uni | Inge Wersin-Lantschner Autriche | Irma Schmidegg Autriche         |
| Combiné                  | Esmé McKinnon Royaume-Uni | Jeanette Kessler Royaume-Uni    | Inge Wersin-Lantschner Autriche |